# Christopher Skinner
Christopher McLean „Chris“ Skinner (* 4. Juni 1972 in Little Rock) ist ein US-amerikanischer Mathematiker, der sich mit Algebraischer Zahlentheorie befasst.
Skinner studierte an der University of Michigan in Ann Arbor mit dem Bachelor-Abschluss 1993 und wurde 1997 an der Princeton University bei Andrew Wiles promoviert (Deformations of reducible Galois representations). 2000 wurde er Associate Professor und 2004 Professor an der University of Michigan und seit 2006 ist er Professor in Princeton.
Er war mehrfach am Institute for Advanced Study, zuerst 1997 bis 2000. 2001/02 war er Sloan Research Fellow und 2001 bis 2006 Packard Fellow. Er ist Fellow der American Mathematical Society. Er ist Mitherausgeber des Journal of Number Theory.
In der Iwasawa-Theorie kündigte er mit Eric Urban 2002 einen Beweis der Hauptvermutung für GL (2) an, der 2010 als Preprint veröffentlicht wurde und 2014 erschien.
2006 war er Invited Speaker auf dem Internationalen Mathematikerkongress mit Urban (Vanishing of L-functions and ranks of Selmer groups). 2025 wurde Skinner zum Mitglied der American Academy of Arts and Sciences gewählt.